# Островки (Рязанская область)
Островки — село в Спасском районе Рязанской области, входит в состав Михальского сельского поселения.

## География
Село расположено в 10 км на восток от центра поселения села Михали и в 25 км на северо-восток от райцентра города Спасск-Рязанский.

## История
В середине XIX века Островки в качестве деревни относились к приходу церкви в селе Городец.
В XIX — начале XX века село входило в состав Киструсской волости Спасского уезда Рязанской губернии. В 1906 году в деревне было 92 двора.
С 1929 года село являлось центром Островского сельсовета Спасского района Рязанского округа Московской области, с 1937 года — в составе Рязанской области, с 2005 года — в составе Михальского сельского поселения.

## Население
| 1859 | 1897 | 1906 | 2010 |
| ---- | ---- | ---- | ---- |
| 652  | ↘581 | ↗635 | ↘62  |

## Достопримечательности
В селе находится недействующая Церковь Николая Чудотворца (1910).